# Pracinha (São Paulo)
Pracinha é um município brasileiro do estado de São Paulo. Sua população estimada em 2022 era de 2.578 habitantes.

## História
A origem
Seu núcleo inicial, o povoado de Maripá, situavase na bacia do Ribeirão dos Macacos, e foi fundado em 1941, pelo engenheiro Mário Felippo Olivero. Desde o princípio, seu principal fator de atração foi à atividade agrícola.
Criação do Distrito
Em 24 de dezembro de 1948, através do Decreto Lei Estadual nº 233, o povoado foi elevado à categoria de Distrito, com a denominação de Maripá, pertencente ao município de Lucélia. Nessa ocasião, seu nome foi alterado para PRACINHA, em homenagem aos Pracinhas Combatentes da Força Expedicionária Brasileira, durante a Segunda Guerra Mundial.
Criação e emancipação do município
Em 30 de dezembro de 1993, através do Decreto Lei Estadual nº 8550, o Distrito foi elevado à categoria de Município, com a denominação de Pracinha, desmembrado do município de Lucélia. Sua instalação verificou se em 1 de janeiro de 1997. Essa emancipação, embora tardia, contou com o apoio da população, e a liderança de Antônio Correia Lima juntamente com Osvaldo Dias da Silva (Tuta), por meio da Comissão formada, através de Osvaldo Dias da Silva (Tuta), José dos Santos, Geraldo Rissato, Amadeu Nogueira, José Leão Brito, Francisco de Paulo Tenório, Manoel Pereira da Silva (falecido), Paulo Sérgio Estérquile, Teodoro Parra Garcia, Jorge Camargo, Pedro Damião e Nelson Monteiro, acompanhou e cuidou de todo o processo, até a promulgação da Lei 8550/93, que criou o Município de Pracinha.
Os Primeiros Representantes – eleitos em 1996
Reconhecendo todo o trabalho realizado pelos líderes do movimento, os senhores Antônio Correia Lima, e Osvaldo Dias da Silva, a população os elegeram para ser o primeiro prefeito e vice-prefeito do recém criado município.E tão logo tomaram posse, em janeiro de 1997 com a seguinte representação:
PREFEITO MUNICIPAL: Antônio Correia Lima, casado com Olindina Cleto Lima.
VICE- PREFEITO: Osvaldo Dias da Silva, o “TUTA” casado com Maria de Lourdes dos Santos Silva.
CÂMARA MUNICIPAL: Vereadores – Maurilei Aparecido Dias da Silva (irmão do Tuta), Antônio Marcos Rissato, Antônio Caetano de Souza, Afonso Alves, Lino do Prado Lorenzo, Severino Carreiro de Almeida Filho, José Mário dos Santos, Sérgio Estérquile e José dos Santos.

## Geografia
Localiza-se a uma latitude 21º51'04" sul e a uma longitude 51º05'12" oeste, estando a uma altitude de 402 metros. Possui uma área de 63,054 km².

## Demografia

### População
| Crescimento populacional                             | Crescimento populacional | Crescimento populacional | Crescimento populacional |
| Ano                                                  | População Total          |                          | %±                       |
| ---------------------------------------------------- | ------------------------ | ------------------------ | ------------------------ |
| 2000                                                 | 1 431                    |                          | —                        |
| 2010                                                 | 2 858                    |                          | 99,7%                    |
| 2022                                                 | 2 578                    |                          | −9,8%                    |
| Est. 2024                                            | 2 599                    | [ 5 ]                    | 0,8%                     |
| Fontes: Censos Demográficos IBGE e Estimativas SEADE |                          |                          |                          |

### Dados demográficos
Dados do Censo - 2000
População total: 1.431
- Urbana: 1.186
- Rural: 245
- Homens: 733
- Mulheres: 698

Densidade demográfica (hab./km²): 22,68
Mortalidade infantil até 1 ano (por mil): 10,96
Expectativa de vida (anos): 74,08
Taxa de fecundidade (filhos por mulher): 2,66
Taxa de alfabetização: 79,71%
Índice de Desenvolvimento Humano (IDH-M): 0,744
- IDH-M Renda: 0,620
- IDH-M Longevidade: 0,818
- IDH-M Educação: 0,795

(Fonte: IPEADATA)

## Política e administração
Galeria dos Prefeitos
| Antonio Correia Lima            | 1 de janeiro de 1997 a 1999                   |
| Osvaldo Dias da Silva           | 1999 a 31 de dezembro de 2000                 |
| Antenor Alves Martins           | 1 de janeiro de 2001 a 31 de dezembro de 2004 |
| Jair Evangelista                | 1 de janeiro de 2005 a 31 de dezembro de 2008 |
| Waldomiro Alves Filho           | 1 de janeiro de 2009 a 31 de dezembro de 2012 |
| Waldomiro Alves Filho           | 1 de janeiro de 2013 a 31 de dezembro de 2016 |
| Murilei Aparecido Dias da Silva | 1 de janeiro de 2017 a 31 de dezembro de 2020 |

## Infraestrutura

### Comunicações
O sistema de telefones automáticos, assim como o sistema de discagem direta à distância (DDD) com o código de área (0189), foram implantados pela Telecomunicações de São Paulo (TELESP).
Na década de 90 o código DDD da cidade foi alterado para (018), para padronização do sistema telefônico com a telefonia celular que estava sendo implantada em todo o estado.

## Religião
O Cristianismo se faz presente na cidade da seguinte forma:

### Igreja Católica
- A igreja faz parte da Diocese de Marília.[13]

### Igrejas Evangélicas
Entre as igrejas protestantes históricas, pentecostais e neopentecostais, encontram-se na cidade:
- Assembleia de Deus Ministério do Belém.[16][17]
- Congregação Cristã no Brasil.[18]